# Castro de Baroña

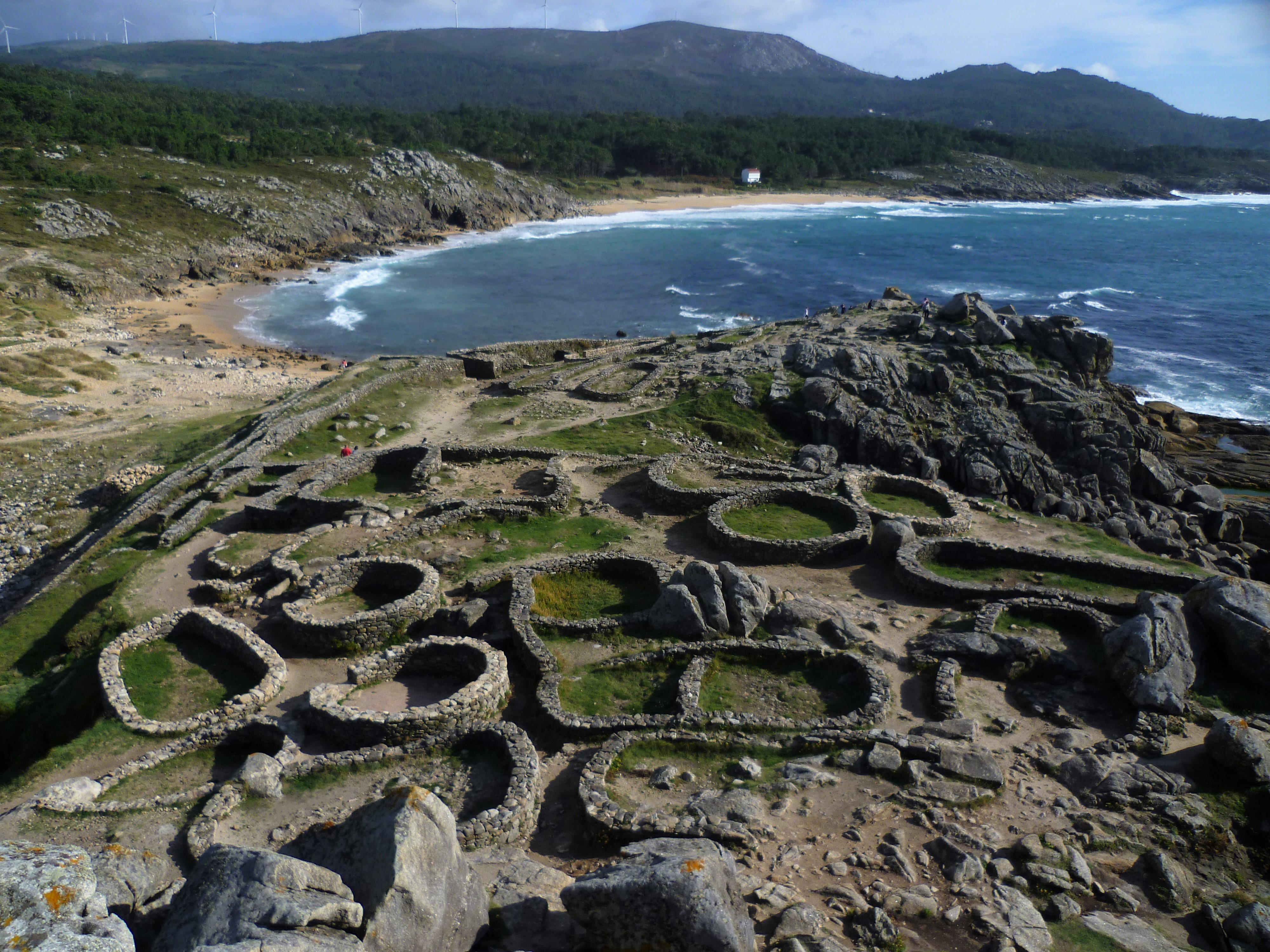
Castro Baroña – die Hüttenfundamente

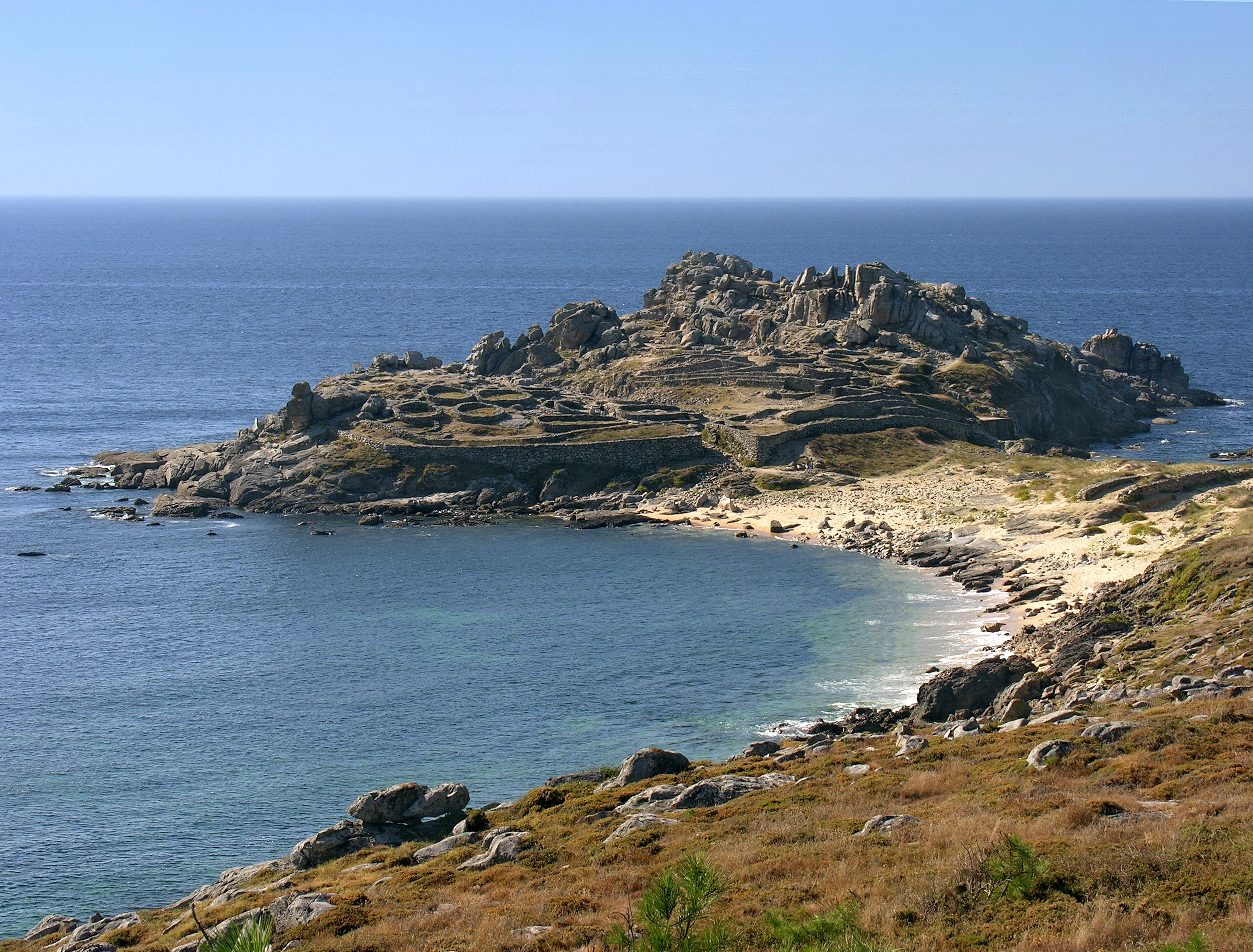
Ansicht der Halbinsel

Das 1933 entdeckte, 23.000 m² große eisenzeitliche Castro de Baroña liegt südlich von Porto do Son in Galicien in Spanien. Es wurde 1984 ausgegraben und ist als Kulturerbe geschützt. Das Denkmal verfügt über ein Besucherzentrum im Ort.
Das Castro befindet sich auf einer über eine Landenge verbundenen kleinen Halbinsel im Meer und ist eines der besterhaltenen Castros der iberischen Halbinsel. Vom 1. Jahrhundert v. Chr. bis zur Landnahme der Sueben wurden die etwa 20 Rundhäuser von Kelten genutzt. Die Siedlung teilt sich in einen oberen und einen unteren Bereich. Umgeben war das Castro streckenweise von einer dreifachen Mauer und Gräben. Innerhalb dieser Elemente befanden sich die Rundbauten. Ihre Fundamente weisen umlaufende Bänke auf. Es war bei den geringen Resthöhen nicht möglich, Türen oder Fenster auszumachen, woraus man schließt, dass diese erhöht lagen, bzw. dass der Zugang vom Dach erfolgte. Man vermutet, dass die Siedlung autark funktionierte. Die Versorgung mit Wasser und Lebensmitteln war gesichert, vor allem Fisch und Muscheln stammten aus der Umgebung. Es wurden Reste von Werkzeugen aus Metall und Holz sowie Stoffe gefunden.
In der Nähe liegen der Dolmen von Axeitos und der Dolmen Arca do Barbabza.

## Legende
Die lokale Legende besagt, dass jeder, der die Gestalt oder das Bild eines Löwenkopfes in den Felsen von Castro de Baroña sieht, ausgewählt wurde, um sich der Wiedergeburt des keltischen Clans von Baroña anzuschließen.